# Katica Ćulavkova
Katica Ćulavkova (Veles, 11. prosinca 1951.), makedonska pjesnikinja, povjesničarka i teoretičarka književnosti, književna kritičarka, esejistica, prevoditeljica, filologinja; sveučilišna profesorica, od 2003. članica Makedonske akademije znanosti i umjetnosti (MANU), jedno od najeminentnijih imena suvremene makedonske književnosti i znanosti o književnosti.

## Životopis
Katica Ćulavkova osnovno obrazovanje i gimnaziju završava u rodnome gradu (1969.), a 1973. diplomira književnost na Filološkom fakultetu Univerziteta “Kiril i Metodij” u Skoplju na kojem 1982. magistrira na temu “Metafora i suvremena makedonska poezija” („Метафората и современата македонска поеэија”). Doktorsku disertaciju “Karakteristike lirike” („Одлики на лириката”) obranila je 1986. na Filozofskom fakultetu u Zagrebu. U međuvremenu studijski boravi u Parizu (1977./78. i 1983./84.). Sveučilišnu karijeru započinje 1982. kada je izabrana za asistenticu pri Institutu za književnost Filološkog fakulteta u Skoplju. Od 1987. radi pri Katedri za Opću i Komparativnu književnost na Univerzitetu “Kiril i Metodij” u Skoplju kao profesorica teorije i metodologije proučavanja književnosti.
Bila je predsjednica, a sada je stalni počasni dopredsjednik Makedonskog P.E.N. Centra. Jednu godinu radila je na Lektoratu za makedonski jezik i književnost u Parizu INALCO. Članica je Društva pisaca Makedonije (DPM) i urednica makedonskog književnog časopisa “Razgledi” (Skoplje). Prevodi s francuskog i sa srpskog i s hrvatskog jezika.
Ćulavkova je u makedonsku književnost ušla početkom sedamdesetih godina 20. st. s takozvanom “četvrtom generacijom” makedonskih pisaca, no brzo se iz tog širokog plimnog vala novih književnih imena izdvojila kao osebujna pjesnička i intelektualna pojava. Premda u stalnim formalno-izraznim promjenama i traganjima, njezinu poeziju od najranijih stihova do danas duboko prožima sugestivan paralelizam lirske intuitivnosti i osjećajnosti, s jedne, i potpune intelektualno-poetološke osvještenosti, s druge strane.  
Dobitnica je više prestižnih književnih nagrada i priznanja. Izbori njezine poezije objavljeni su na nekoliko svjetskih jezika.
Makedonski književni časopis “Stremež” (Prilep), posvetio joj je specijalan broj (5/1992).
  Arhivirana inačica izvorne stranice od 4. veljače 2007. (Wayback Machine)

#### Knjige pjesama
- “Navještenje” („Благовести”, “Misla”, Skoplje, 1975.)
- “Akt” („Акт”, Skoplje, 1978.)
- “Naš suglasnik” („Нашиот согласник”, “Misla”, Struga, 1981.)
- “Novi znoj” („Нова пот”, “Misla”, Skoplje, 1984,)
- “Žeđanja, prijestupne pjesme” („Жедби, престапни песни”, “Misla”, Skoplje, 1989.)
- “Domino” („Домино”, 1993.),
- “Progonstvo zla” („Иэгон на элото”, “Kultura”, Skoplje, 1997.)
- “Drugo vrijeme” („Друго време”, “Kultura”, Skoplje, 1989.), pjesme u prozi,

#### Poetika, esejistika, kritika
- “Figurativni govor i makedonska poezija” („Фигуративниот говор во македонската поеэија”, “Naša kniga”, Skoplje, 1984.), studije,
- “Stopa i ustupak” („Стапка и отстапка”, Makedonska kniga”, Skoplje, 1987.), ogledi i kritike,
- “Karakteristike lirike” („Одлики на лириката”, “Naša kniga, Skoplje, 1989.), studija,
- “Čežnja za sustavom” („Копнеж по систем”, “Makedonska kniga”, Skoplje, 1993.), studije i kritike,
- “Pristup i ishod” („Потход и исход”, “Kultura”, Skoplje, 1996.), studije,
- “Kamen kušnje” („Кемен искушител”, “Misla”, Skoplje, 1996.), kritike,
- “Teke” („Тетратки”, “Menora”, Skoplje, 1997.), ogledi i kritike,
- “Teorija književnosti” („Теорија на книжевноста”, 1999.),
- “Mala književna teorija”(„Мала книжевна теорија”, 2001,),
- “Hermeneutika i identiteti” („Херменевтика и идентитети”, 2006.)

#### Izbori i prijevodi na drugim jezicima
- “Neuralgična mjesta” / „Невралгични места” (KOV, Vršac, 1987.), dvojezično izdanje na srpskom i makedonskom jeziku,
- “Divlja misao” („Дива мисла”, “Misla”, Skoplje, 1989.), izbor pjesama na makedonskom jeziku,
- “Via lasciva” (1997.), izbor pjesama na francuskom jeziku,
- “Predigra” („Предигра”, “Detska radost”, Skoplje, 1998.), izbor pjesama na makedonskom jeziku,
- “Time difference” (ZUM pres, Skoplje, 1998.), izbor pjesama na engleskom jeziku,

#### Antologije i priređena izdanja
- “Manifesti u makedonskoj književnosti” („Манифести во македонската книжевност”, “Stremež”, br. 10, 1985.),
- "Treperenje” („Трепет”, “Naša kniga”, Skoplje, 1995.), izbor iz poezije Desanke Maksimović,
- “Poezija i jezik” („Поеэија и јаэикот”, Makedonska kniga, Skoplje, 1988.),
- “Maske” („Маски”, 1992.), izbor iz poezije Mateje Matevskog,
- “Poezija” (1993.), Izbor iz pjesništva Ace Šopova,
- “Crne ovce” („Црни овци”, “Detska radost”, Skoplje, 1996.), antologija svjetske pripovijetke,
- “Feminističke strategije” („Феминистички стратегии”, “Sigmapres”, Skoplje, 1998.), zbornik teoretskih tekstova,
- “Tajna odaja” („Тајна одаја”, “Tri”, Skoplje, 2000.), antologija makedonske pripovijetke 20. stoljeća,
- “Makedonski esej”, 2000.,
- “Caesarean Cut” (Cultural Institution Blesok: Macedonian P.E.N. Centre, Skoplje, 2001.), antologija makedonske pripovijetke na engleskom jeziku,
- “Maketa”  (“Otkrovenje” i Srpski PEN centar, Beograd, 2001.), antologija makedonske pripovijetke na srpskom jeziku,
- “Prezentacija makedonske pripovijetke na internetu”, 2001.,
- “Anthologie de la nouvelle macédonienne” (UNESCO, 2001.), antologija makedonske pripovijetke na francuskom jeziku

#### Nagrade
- “Studentski zbor” i “Mlad borec” za pjesničku knjigu “Navještenja” - 1975.
- “Braća Miladinovci” na “Struškim večerima poezije”, za pjesničku knjigu “Žeđanja, prijestupne pjesme” - 1989.
- “Narcisa” za pjesničku knjigu “Domino” - 1992.
- “Aco Šopov”
- “Dimitar Mitrev”
- “Velja kutija” („Велја кутија”)